# Majuli
Majuli o Majoli (en asamés: মাজুলী) es una isla fluvial de la India localizada en el río Brahmaputra, en el estado de Assam. Majuli es una de las islas fluviales más largas en el mundo y la isla más grande de agua dulce en el sur de Asia. Majoli es también la morada de la cultura asamesa llamada Vaisnavite.
Majuli tenía una superficie total de 1250 km², pero ha perdido tamaño de manera significativa debido la erosión, por lo que se estima posee ahora una superficie de entre 577−650 km². Según los informes, en 1853, la superficie total de Majuli era de 1150 km², pero alrededor del 33% de esta masa de tierra se ha erosionado en la segunda mitad del siglo XX. Desde 1991, más de 35 aldeas han sido arrasadas.
La isla limita, en el sur,  con el propio río Brahmaputra, y, en el norte, con el Xuti Kherkutia —una sección del Brahmaputra— y el río Subansiri. La isla está a unos 200 kilómetros al este de la ciudad más grande del estado, Guwahati, y es accesible por ferry desde la ciudad de Jorhat. La isla se formó debido a los cambios de rumbo en el río Brahmaputra y sus afluentes, principalmente al Lohit.
El 2 de marzo de 2004 la «Isla fluvial de Majuli en el curso medio del río Brahmaputra en Assam» fue inscrita en la Lista Indicativa de la India —paso previo a ser declarado Patrimonio de la Humanidad—, en la categoría de bien cultural (n.º. ref 1870).